# Nikos Papadakis
Nikos Papadakis (tiếng Hy Lạp: Νίκος Παπαδάκης) là một nam người mẫu, người dẫn chương trình truyền hình và diễn viên người Hy Lạp quê ở đảo Crete. Anh là người đoạt danh hiệu Manhunt International 1994 tại Gold Coast, Australia.
Nikos Papadakis từng là một sĩ quan hải quân trước khi anh đại diện cho Hy Lạp tham dự cuộc thi Manhunt International 1994 và giành chiến thắng. Anh có chiều cao 1,89 m. Sau đó, anh trở thành một nam người mẫu thời trang nổi tiếng tại Hy Lạp và trên thế giới, đồng thời trở thành người dẫn chương trình truyền hình cùng nữ người mẫu Hy Lạp Niki Kartsona trên kênh Alter. Gần đây, anh còn tham gia diễn xuất trên các bộ phim truyền hình nhiều tập của kênh Alpha TV. Papadakis cũng sở hữu một công ty người mẫu tại Hy Lạp với tên gọi STARS. Tuy nhiên anh cũng yêu thích công việc lễ tân tại một khách sạn nhỏ tại thành phố quê nhà.